# Gardenia costulata
Gardenia costulata är en måreväxtart som beskrevs av Henry Nicholas Ridley. Gardenia costulata ingår i släktet Gardenia och familjen måreväxter. Inga underarter finns listade i Catalogue of Life.